# Histoire des régions françaises
L'histoire des régions françaises est celle de la création et de l'évolution de l'échelon régional, à la fois en tant que circonscription administrative de l'État français et de collectivité territoriale décentralisée.

## L'absence d'échelon régional dans l'organisation issue de la Révolution française
La Révolution française supprime les provinces et divise le territoire national en départements. Cette organisation est conservée par les différents régimes politiques qui lui succèdent jusqu'à la Troisième République. L'absence d'échelon régional est liée à la forte centralisation de l'État français, qui s'oppose à l'existence de pouvoirs locaux.

### Anciennes provinces du royaume de France

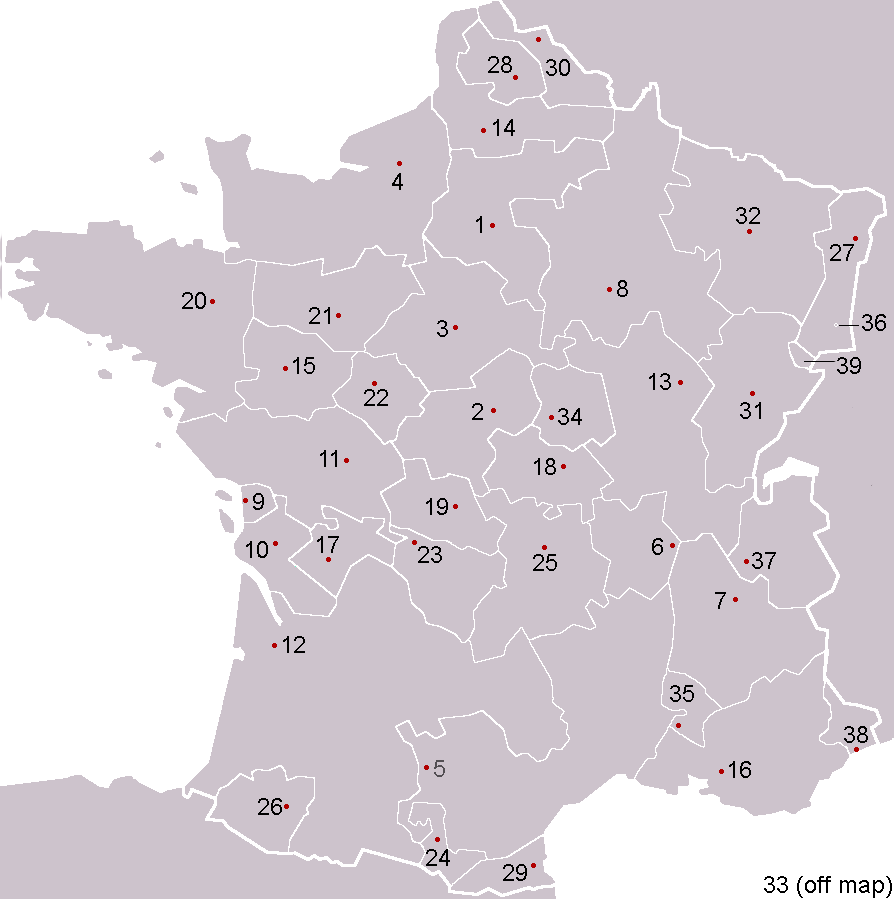
Provinces de France avant 1789 et territoires aujourd'hui français ne faisant pas partie du royaume en 1789.

Avant la Révolution française de 1789, le royaume de France était divisé en provinces historiques issues de l'histoire féodale et dont, pour certaines, la taille correspondait approximativement aux régions actuelles.
1. Île-de-France (Paris)
2. Berry (Bourges)
3. Orléanais (Orléans)
4. Normandie (Rouen)
5. Languedoc (Toulouse)
6. Lyonnais (Lyon)
7. Dauphiné (Grenoble)
8. Champagne (Troyes)
9. Aunis (La Rochelle)
10. Saintonge (Saintes)
11. Poitou (Poitiers)
12. Guyenne et Gascogne (Bordeaux)
13. Bourgogne (Dijon)
14. Picardie (Amiens)
15. Anjou (Angers)
16. Provence (Aix)
17. Angoumois (Angoulême)
18. Bourbonnais (Moulins)
19. Marche (Guéret)
20. Bretagne (Rennes)
21. Maine (Le Mans)
22. Touraine (Tours)
23. Limousin (Limoges)
24. Comté de Foix (Foix)
25. Auvergne (Clermont-Ferrand)
26. Béarn (Pau)
27. Alsace (Strasbourg, conseil souverain de Colmar)
28. Artois (Arras)
29. Roussillon (Perpignan)
30. Flandre française et Hainaut français (Lille, conseil souverain à Douai)
31. Franche-Comté (Besançon)
32. Lorraine (Nancy) et Trois-Évêchés (Metz)
33. Corse (Ajaccio, conseil souverain à Bastia)
34. Nivernais (Nevers)

Certains territoires ont été incorporés à la France pendant la Révolution ou au XIXe siècle :
35. Comtat Venaissin (cité papale d'Avignon)

36. Ville libre impériale de Mulhouse

37. Savoie (Chambéry) fief de Sardaigne

38. Comté de Nice (Nice), fief de Sardaigne

39. Montbéliard, fief de Wurtemberg

### La fin de la structure régionale sous la Révolution française
En 1789, ces provinces furent supprimées et le territoire français divisé en 83 départements. La particularité française est que le fait régional est lié au fait national. Comme le souligne le professeur Autin, « depuis le début du XIXe siècle, il existait en France un mouvement qui revendiquait la création d'entités administratives et politiques permettant une décentralisation accrue des pouvoirs et la reconnaissance des identités régionales ».
En effet, après la Révolution française, la Nation s'est substituée au Roi et l'État français a conservé sa structure centralisatrice ce qu'a démontré Alexis de Tocqueville dans L'Ancien Régime et la Révolution en 1851 : « à travers le gouffre de la Révolution, le préfet et l'intendant se tiennent par la main ».
De plus, le département (histoire des départements français) est devenu l'échelon rationnel de la mise en œuvre des politiques publiques, institution mise en place par les lois des 15 janvier et 16 février 1790 dont le découpage a été fait sous l'influence de Mirabeau, prenant en compte des particularismes locaux mais non l'identité régionale de peur de faire renaître les pays d'État et d'Élections de l'Ancien Régime.

## Les précurseurs de l'organisation régionale sous la Troisième République

### Premières réflexions sur les assemblages régionaux

#### Revendications régionalistes
Des revendications régionalistes émanent des légitimistes quand ceux-ci comprirent, dans les années 1890, que la République avait définitivement vaincu par les urnes et que seul le pouvoir local était encore à leur portée.
Les revendications régionalistes sont, en effet, réapparues vers la fin du XIXe siècle à travers Frédéric Mistral et le Félibrige prônant une identité de langue et de culture occitane dans la littérature. Influençant des courants politiques très divers, des monarchistes aux Félibres Rouges en passant par des socialistes modérés tel Jean Jaurès et les soutiens très divers à la Révolte des vignerons de 1907, ce courant reste néanmoins dominé par des courants contre-révolutionnaires. Selon le professeur Daniel Seiler « dès que le transfert de souveraineté passe au Parlement et surtout à la Nation, la périphérie ressent sa différence et s'accroche à l'ordre antérieur ». Ces références constituèrent le terreau idéologique de la défense des identités régionales dans le cadre d'un renouveau national et royaliste portée par l'Action française de Charles Maurras au début du XXe siècle.

#### Premiers assemblages des géographes

Les treize ensembles de Pierre Foncin, en 1891.

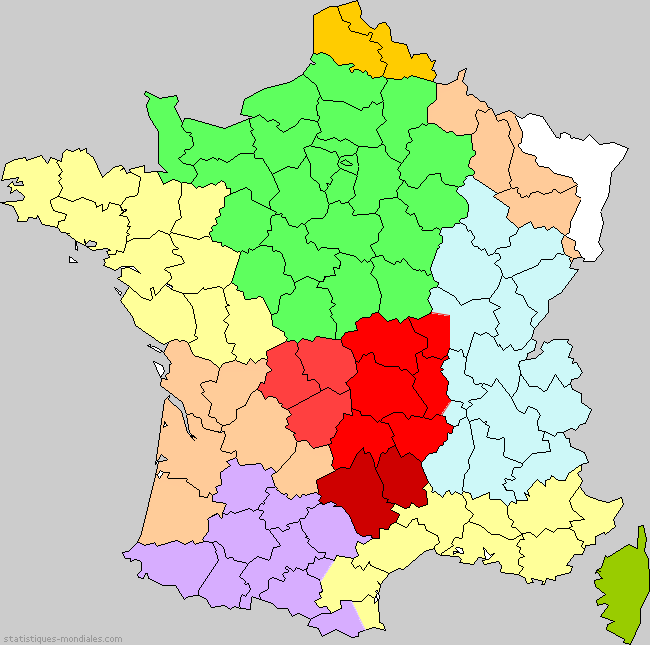
Proposition de Paul Vidal de La Blache, en 1903.

Durant la deuxième moitié du XIXe siècle, les géographes, Pierre Foncin ou Paul Vidal de La Blache se penchent sur la question « d'assemblages géographiques » afin de regrouper certains départements sur critères géographiques.
Foncin établit ainsi une division en « treize ensembles » en reprenant les limites départementales (les territoires d'Alsace-Lorraine, alors allemands, forment un ensemble classé à part) :
1. Plaines du Nord (Nord, Pas-de-Calais, Somme)
2. Plaines de Paris et de la Champagne (Oise, Aisne, Marne, Haute-Marne, Aube, Yonne, Seine-et-Marne, Seine, Seine-et-Oise, Eure-et-Loir)
3. Plateau lorrain (Ardennes, Meuse, Meurthe-et-Moselle, Vosges)
4. Plaines et Collines de Normandie (Seine-Inférieure, Eure, Calvados, Manche, Orne)
5. Bretagne et Poitou (Loire-Inférieure, Finistère, Côtes-du-Nord, Morbihan, Ille-et-Vilaine, Vendée, Vienne, Deux-Sèvres)
6. Plaines de la Loire (Mayenne, Sarthe, Maine-et-Loire, Indre-et-Loire, Loir-et-Cher, Loiret, Cher, Indre, Nièvre)
7. Le Massif Central (Allier, Creuse, Haute-Vienne, Dordogne, Lot, Tarn, Aveyron, Lozère, Haute-Loire, Loire, Puy-de-Dôme, Corrèze, Cantal)
8. Plaines du Sud-Ouest (Charente-Inférieure, Charente, Gironde, Lot-et-Garonne, Gers, Landes)
9. Pyrénées (Basses-Pyrénées, Hautes-Pyrénées, Pyrénées-Orientales, Haute-Garonne, Ariège, Aude)
10. Jura & Saône (Belfort, Haute-Saône, Doubs, Jura, Côte-d'Or, Saône-et-Loire, Ain)
11. Alpes (Haute-Savoie, Savoie, Hautes-Alpes, Basses-Alpes, Alpes-Maritimes, Var, Corse)
12. Plaine du Languedoc (Rhône, Isère, Ardèche, Drôme, Vaucluse, Bouches-du-Rhône, Gard, Hérault)

### Propositions et expériences d'organisation à l'échelle régionale
À partir de la Première Guerre mondiale, le développement des transports et la facilité à se déplacer loin conduisit certaines personnes à s'interroger sur l'opportunité de créer des divisions administratives plus grandes que les départements.

#### Régions Clémentel (1919)

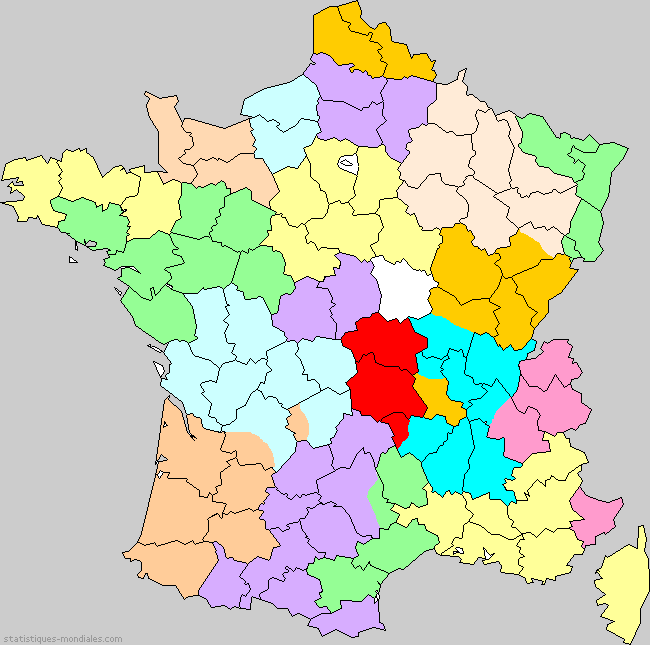
Les régions Clémentel de 1919.

Les premières mesures allant dans le sens de la création de régions n'ont lieu qu'à l'occasion du premier conflit mondial. À la suite d'une circulaire du ministère du Commerce du 25 août 1917 (lui-même inspiré par les théories régionalistes[réf. nécessaire]), un premier arrêté ministériel institua des groupements économiques régionaux dits « régions Clémentel » le 5 avril 1919. Ces « régions économiques » regroupaient des chambres de commerce, à leur volonté, sur le territoire de la métropole. Les chambres de commerce étant libres d'adhérer à la région de leur choix et d'en changer librement, les 17 régions prévues initialement furent bientôt portées à 21, et administrées par un Comité régional composé de deux délégués par chambres, auxquels étaient adjoints les préfets et sous-préfets qui avaient voix consultative. Elles étaient à géométrie variable : par exemple, la IIIe (devenue VIe) région économique (Rennes) devait regrouper en 1917 les chambres de commerce des Côtes-du-Nord, du Finistère, d'Ille-et-Vilaine et du Morbihan, mais en 1920 la chambre de commerce de Lorient (Morbihan) préféra rejoindre la Ve région (Nantes).
Sur ce modèle, en septembre 1919, les fédérations de syndicats d'initiative formèrent 19 « régions touristiques » dont les limites librement décidées selon une logique géographique, ethnographique, historique et touristique, traversaient certains départements, comme le Loiret, le Var ou la Lozère.

#### Propositions de loi pour la création de régions
Des propositions de loi accompagnent ce mouvement dès 1915, puis en 1920 (proposition de loi Hennessy) et 1921 (proposition de loi Charles Rebel, projet de loi Millerand-Marraud-Doumer) pour une décentralisation administrative avec constitution de régions et élection d'assemblées régionales. Ces projets n'aboutissent pas.

#### Régions du régime de Vichy (1941-1945)

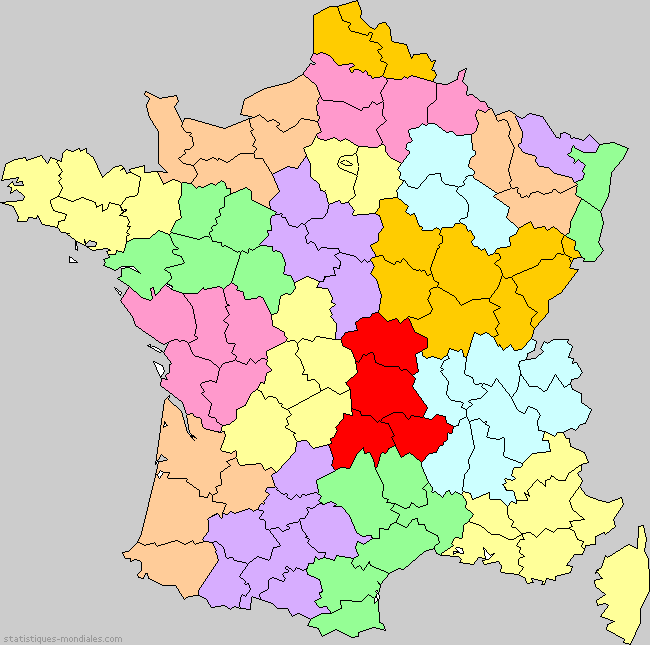
Préfectures régionales de l'État français de 1941.

Dans le champ des idées, de nouvelles revendications régionalistes s'identifièrent au pays réel prôné par Charles Maurras, disciple de Frédéric Mistral, intellectuel de l'Action française et de la Révolution nationale du gouvernement de Vichy. C'est, notamment sur ce fondement idéologique monarchique, dont lui-même était issu, que le maréchal Pétain entérina une recomposition territoriale régionale dessinée par son secrétaire d'État aux Finances, Yves Bouthillier. Le décret publié le 30 juin 1941 attribuait à certains préfets les pouvoirs des préfets régionaux et portait division du territoire pour l'exercice de ces pouvoirs en application de la loi du 19 avril 1941, par un découpage regroupant des départements. Ce découpage, qui servira de modèle par la suite, préfigurait le découpage des « régions programmes » en respectant des critères économiques et surtout le lien au chef-lieu par les transports terrestres.
Cette organisation ne survécut pas à la chute du régime de Vichy et fut abrogée dès 1945.

## La mise en place d'une administration régionale déconcentrée

### Après-guerre
Mais dans le possible chaos de la Libération qui s'annonçait, le général de Gaulle voulait garder la maîtrise de l'administration locale. Or, il manquait de personnel préfectoral ; il savait qu'il allait avoir besoin de nommer des préfets s'occupant de plusieurs départements à la fois. Aussi décida-t-il, par ordonnance du 10 janvier 1944, de l'organisation administrative accompagnant la future libération du territoire et instaura des régions administratives. Elles étaient placées sous l'autorité d'un commissaire de la République. Celles-ci sont dissoutes à son départ du pouvoir, en janvier 1946.

Les igamies, en 1948.

La loi du 21 mars 1948 met en place des Inspecteurs généraux de l'administration en mission extraordinaire (IGAME) chargés de coordonner au sein de 13 circonscriptions (les igamies) la politique de défense des régions (contexte de la guerre froide) ainsi que l'action des préfets de départements.
Parallèlement, des voix s'élevaient s'inquiétant de l'hypertrophie parisienne (le livre à succès de Jean-François Gravier, Paris et le désert français, date de 1947). À la tête de l'État, on se préoccupa donc d'aménagement du territoire. Cette préoccupation fut aiguillonnée par l'exode rural accéléré de l'après-guerre. Cela consista alors à établir une liste de villes destinées à faire contrepoids à la capitale, et à leur allouer des regroupements de départements. On espérait ainsi retenir dans ces régions, puissamment charpentées par des villes majeures et à équipement complet, le plus possible de migrants potentiels vers la région parisienne.

Les régions des programmes d'action régionale, en 1955.

### Programmes d'action régionale (1955)
Dans cette optique, le décret Pflimlin du 30 juin 1955 décida du lancement de « programmes d'action régionale » en vue de « promouvoir l'expansion économique et sociale des différentes régions ». Il renvoyait à un arrêté ministériel, qui sera signé le 28 novembre 1956, pour définir les circonscriptions de ces programmes d'action régionale, 24 à l'origine (dont 22 en métropole — la Corse faisait partie de la région de Provence et Corse, mais on distinguait une région des Alpes d'une région du Rhône), circonscriptions qui auraient été délimitées par Jean Vergeot, commissaire général adjoint au Plan. D'usage officiellement administratif, ces régions furent aussi utilisées comme cadre aux grandes opérations d'aménagement du territoire. Pour la première fois depuis la Révolution, des régions, ne correspondant pas aux anciennes limites provinciales mais rationnellement construites, étaient utilisées en France. C'est cette préoccupation qui fit d'Amiens une capitale régionale, dans l'espoir que celle-ci, pourvue de l'Aisne et de l'Oise, contrebalance le fort attrait de Paris immédiatement au nord. C'est ainsi encore que la région Midi-Pyrénées, ne correspondant à aucune réalité historique (comme pour le cas des Pays de la Loire ou de Poitou-Charentes), fut constituée ; la présence centrale et puissamment attrayante de Toulouse la justifiait.

### Création de la région comme circonscription administrative de l'État (1960)
En 1960, le décret 60-516 du 2 juin se rapporte (pour la métropole) aux limites des régions sur lesquelles ont été instaurés les programmes d'action régionale pour en faire des circonscriptions d'action régionale (avec quelques modifications : les régions Alpes et Rhône sont fusionnées, les Basses-Pyrénées passent de Midi-Pyrénées à l'Aquitaine, et les Pyrénées-Orientales de Midi-Pyrénées au Languedoc). Désormais, ces territoires ne sont pas seulement les terrains de programmes économiques, mais c'est l'ensemble des administrations qui doivent calquer leurs subdivisions sur ces circonscriptions — elles pourront éventuellement construire au cas par cas des unités administratives couvrant plusieurs régions ou au contraire subdivisant une région en plusieurs parts, mais les limites de ces unités doivent coïncider avec des limites de régions.

### Déconcentration des services de l'État dans la région (1964)
Ces 21 circonscriptions d'action régionale sont dotées d'un préfet de région par un décret du 14 mars 1964.
Une nouvelle étape de la déconcentration régionale est alors franchie par ce décret qui institue une commission de développement économique régionale (CODER), assemblée consultative, composée pour moitié de socioprofessionnels et pour l'autre moitié de personnalités désignées par les conseils généraux et le Premier ministre. Elle assiste le préfet de région chargé de coordonner les actions de l'État dans la région.

### Séparation de la Corse et de la Provence-Alpes-Côte d'Azur (1970)
Le décret no 70-18 du 9 janvier 1970 porte à 22 le nombre des régions métropolitaines en séparant la Corse de la Provence-Alpes-Côte d'Azur.

## L'affirmation des régions comme collectivités territoriales de plein exercice

### Échec du projet de régionalisation de 1969
Le 27 avril 1969, l'échec du référendum visant entre autres à élargir le rôle des régions conduit à la démission de Charles de Gaulle de la présidence de la République.

Découpage des régions proposé pour le référendum de 1969.

### Régions, établissements publics (1972)
La loi no 72-619 du 5 juillet 1972 portant création et organisation des régions crée, dans chaque circonscription d'action régionale, un établissement public : la région ou établissement public régional. Chaque région est administrée par un conseil régional assisté d'un comité économique et social. La région est investie de peu de pouvoirs. D'autre part, le préfet de région est chargé de l'instruction des affaires et de l'exécution des délibérations du conseil régional.
Le décret n°73-1055 du 21 novembre 1973 instaure des conseils régionaux, avec une entrée en vigueur effective dès le 1er décembre.

### Régions, collectivités territoriales (1982)
La loi de décentralisation de 1982, impulsée par Gaston Defferre, ministre de l'Intérieur et de la Décentralisation, consacre le terme de région et en fait des collectivités territoriales à part entière. Elle a institué l'élection des conseillers régionaux au suffrage universel direct, dans le cadre des départements, pour un mandat de six ans renouvelable, et a doté les régions de compétences bien définies. La première élection a eu lieu le 16 mars 1986, soit le même jour que les élections législatives. Les régions sont ainsi devenues des collectivités territoriales au même titre que les départements et les communes.
Le gouvernement de Jean-Pierre Raffarin, Premier ministre du président Chirac de 2002 à 2005, a transféré aux régions la gestion de certaines catégories de personnel non-éducatifs de l'Éducation nationale. Les critiques de ce plan assurent que les régions n'ont pas eu les ressources financières nécessaires pour supporter cette charge et qu'une telle mesure aggraverait les inégalités entre régions.

### Liste des régions de 1970 à 2015

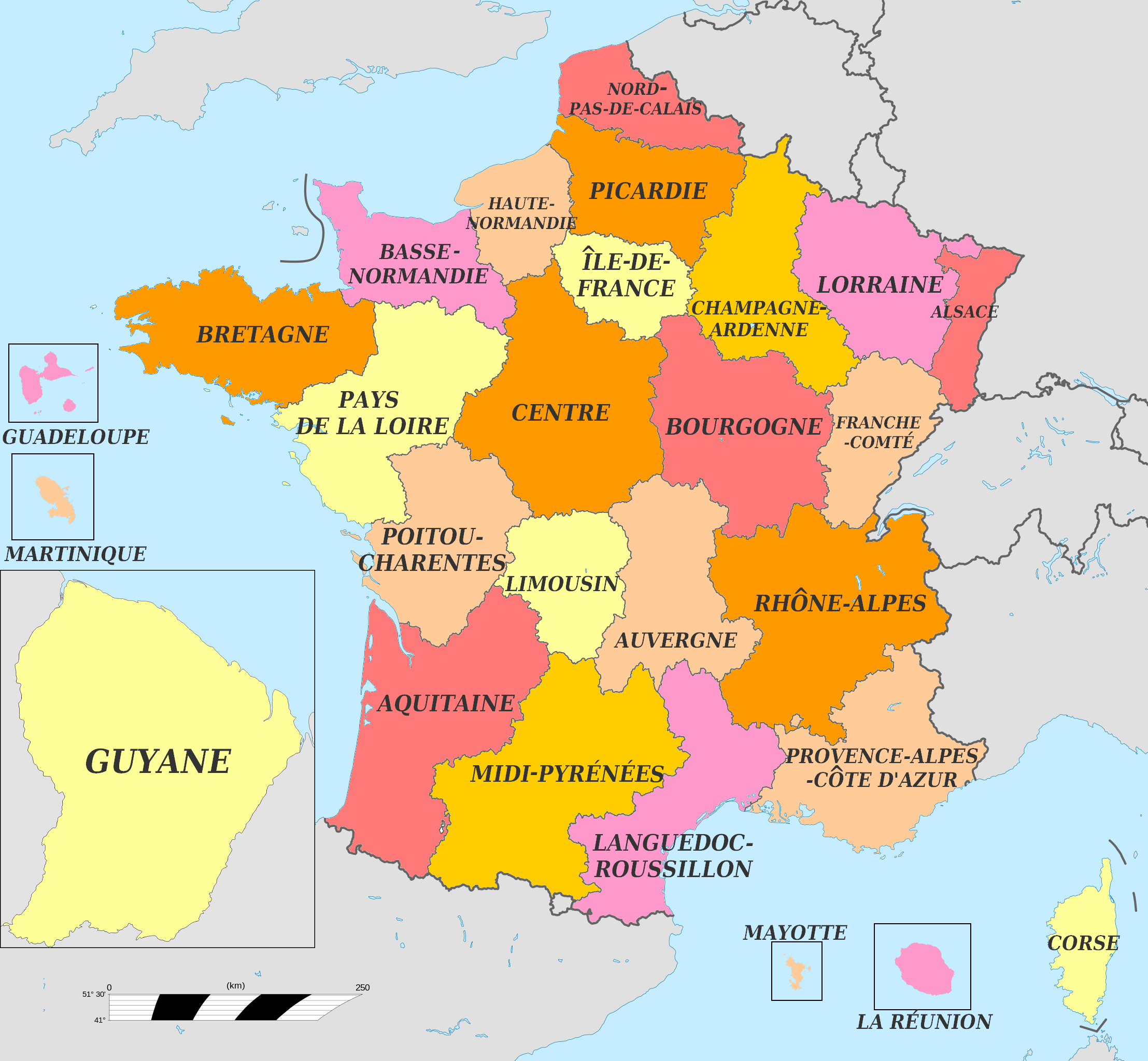
Carte des 27 anciennes régions françaises en 2015.

Cette liste comprend la liste des 27 anciennes régions (22 en France Métropolitaine et cinq régions monodépartementales de l'Outre-mer français) existant avant l'entrée en vigueur du nouveau découpage régional le 1er janvier 2016.
| Code INSEE | Nom de la région           | Chef-lieu            | Population 2013 | Évolution 2007/2012 | Superficie (en km2) | Densité 2013 (en hab. km2) |
| ---------- | -------------------------- | -------------------- | --------------- | ------------------- | ------------------- | -------------------------- |
| 11         | Île-de-France              | Paris                | 11 959 807      | +2,6                | 12 012              | 996                        |
| 21         | Champagne-Ardenne          | Châlons-en-Champagne | 1 339 008       | 0,0                 | 25 606              | 52                         |
| 22         | Picardie                   | Amiens               | 1 927 142       | +1,2                | 19 399              | 99                         |
| 23         | Haute-Normandie            | Rouen                | 1 849 652       | +1,6                | 12 317              | 150                        |
| 24         | Centre                     | Orléans              | 2 570 548       | +1,5                | 39 151              | 66                         |
| 25         | Basse-Normandie            | Caen                 | 1 478 712       | +1,1                | 17 589              | 84                         |
| 26         | Bourgogne                  | Dijon                | 1 642 687       | +0,4                | 31 582              | 52                         |
| 31         | Nord-Pas-de-Calais         | Lille                | 4 060 741       | +0,7                | 12 414              | 327                        |
| 41         | Lorraine                   | Metz                 | 2 345 197       | +0,4                | 23 547              | 100                        |
| 42         | Alsace                     | Strasbourg           | 1 868 183       | +1,8                | 8 280               | 226                        |
| 43         | Franche-Comté              | Besançon             | 1 177 096       | +1,5                | 16 202              | 73                         |
| 52         | Pays de la Loire           | Nantes               | 3 660 852       | +4,3                | 32 082              | 114                        |
| 53         | Bretagne                   | Rennes               | 3 258 707       | +3,7                | 27 208              | 120                        |
| 54         | Poitou-Charentes           | Poitiers             | 1 789 779       | +2,5                | 25 810              | 69                         |
| 72         | Aquitaine                  | Bordeaux             | 3 316 889       | +4,3                | 41 308              | 80                         |
| 73         | Midi-Pyrénées              | Toulouse             | 2 954 157       | +4,1                | 45 348              | 65                         |
| 74         | Limousin                   | Limoges              | 737 509         | +0,2                | 16 942              | 44                         |
| 82         | Rhône-Alpes                | Lyon                 | 6 399 927       | +4,5                | 43 698              | 146                        |
| 83         | Auvergne                   | Clermont-Ferrand     | 1 357 668       | +1,1                | 26 013              | 52                         |
| 91         | Languedoc-Roussillon       | Montpellier          | 2 729 721       | +5,4                | 27 376              | 100                        |
| 93         | Provence-Alpes-Côte d'Azur | Marseille            | 4 953 675       | +1,5                | 31 400              | 158                        |
| 94         | Corse                      | Ajaccio              | 320 208         | +5,7                | 8 680               | 37                         |
| 01         | Guadeloupe                 | Basse-Terre          | 402 119         | +0,7                | 1 628               | 247                        |
| 02         | Martinique                 | Fort-de-France       | 385 551         | -2,4                | 1 128               | 342                        |
| 03         | Guyane                     | Cayenne              | 244 118         | +12,5               | 83 534              | 3                          |
| 04         | La Réunion                 | Saint-Denis          | 835 103         | +5,0                | 2 504               | 334                        |
| 06         | Mayotte                    | Dzaoudzi (de jure)   | 212 645         | +14,0               | 374                 | 569                        |

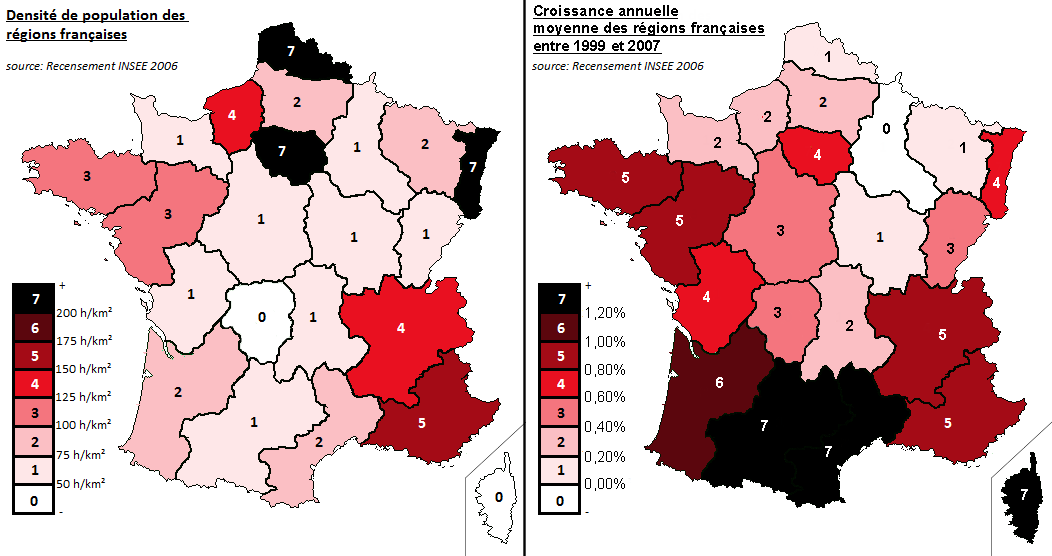
Densité de population et croissance démographique des régions de France métropolitaine.

Les quatre premiers départements d'outre-mer créés en 1946, auxquels s'ajoutaient jusqu'en 1962 les départements français d'Algérie, constituent depuis 1982 des régions monodépartementales. Il s'agit de la Guyane, de la Martinique (devenues collectivités uniques rassemblant les compétences du département et de la région), de la Guadeloupe et de La Réunion. Mayotte est passée du statut de collectivité départementale à celui de département et région d'outre-mer en 2011.

Cartes des régions françaises d'outre-mer
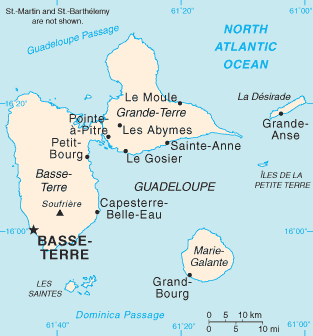
Guadeloupe.
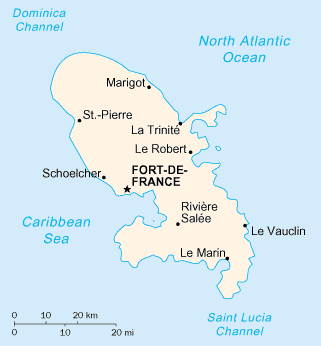
Martinique.
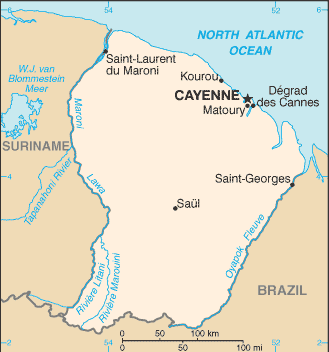
Guyane.
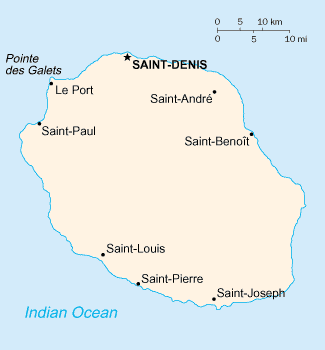
La Réunion.
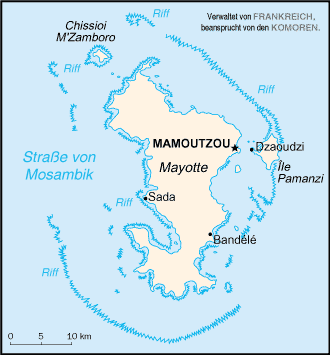
Mayotte.

## Les réformes territoriales des années 2010

### Réforme des collectivités territoriales (2009-2010)
Le découpage des régions suscite régulièrement des débats, entre partisans de régions physiques et culturelles, et objecteurs de divisions administratives.
En 2009, le Comité pour la réforme des collectivités locales, dirigé par l'ancien premier ministre Édouard Balladur, propose de ramener le nombre de régions françaises de 22 à 15. Les compétences des départements et des régions devaient être redéfinies. De nombreuses voix se sont fait entendre depuis longtemps pour dénoncer le « mille-feuille » administratif français. Il a déjà été évoqué dans le passé, par le rapport de la commission Attali, comme piste d'étude, la suppression des départements au profit des régions, ce qui permettrait d'éviter de remanier les régions et de toucher ainsi aux identités régionales.
Les nouvelles immatriculations de véhicules terrestres, du type SIV, en vigueur depuis avril 2009 en France, reflètent le sentiment d'appartenance à un département et à une région : la proposition de faire disparaître la référence au département (et donc à la région) sur la plaque d'immatriculation, fut sujet à controverse ; à la suite de cela, il fut décidé d'inclure dans la partie droite de ces plaques le numéro du département de son choix ainsi que le logotype de la région correspondante.

#### Proposition du comité Balladur
Le « Rapport au président de la République du Comité pour la réforme des collectivités locales », intitulé « Il est temps de décider » a été remis le 5 mars 2009. En annexe, Édouard Balladur, président du comité, a rédigé une proposition de loi qui vise à clarifier la procédure pour tendre à la fusion de régions, départements, mais aussi pour redéfinir leurs limites ou appartenances.
Fin février 2009, avant la publication du rapport, de nombreux médias (Agence Bretagne Presse, Mediapart, Le Figaro…) diffusent des cartes de propositions de quinze régions qui auraient été discutées par le comité « Balladur ». Mais si le rapport publié le 5 mars 2009 suggère bien la réduction à une quinzaine de régions, première des vingt propositions du rapport, il ne s'avance pas à proposer des changements précis :

Étude n°1 (15 régions) selon Agence Bretagne Presse et Mediapart (dans des articles de février 2009). Sur cette carte, la Seine-et-Marne est scindée en deux pour que la partie est du département rejoigne la région Champagne-Ardenne.
Étude n°2 (15 régions) selon Le Figaro et La Nouvelle République du Centre-Ouest. Sur cette carte, les départements du Bas-Rhin et du Haut-Rhin sont fusionnées, ainsi que ceux des Hauts-de-Seine, de Paris, de la Seine-Saint-Denis et du Val-de-Marne.

« Le Comité a estimé qu’il n’avait pas compétence pour procéder à des recommandations précises en cette matière. Il s’est borné à prendre acte, au fil des auditions auxquelles il a procédé, des souhaits d’ores et déjà formulés ; il a formé le vœu que les pouvoirs publics puissent, en concertation avec les élus régionaux et départementaux, mener à bien la réflexion pour que, dans un délai raisonnable, notre pays soit doté d’environ une quinzaine de régions. Plusieurs projets en ce sens existent, à l’initiative de certaines régions, il n’y aurait que des avantages à les encourager. »

#### Débat sur le périmètre des régions
La réduction souhaitée à une quinzaine de régions administratives pour la France métropolitaine, a immédiatement déclenché des prises de positions et un débat politique vif,. Le Sénat a poursuivi ces investigations sur le thème de l'organisation et de l'évolution des collectivités territoriales en lançant une mission temporaire,,.
Le découpage régional avant 2016, né de l'aménagement administratif du territoire français dans les années 1950 et des projets précédents, est toujours discuté ; son concepteur lui-même (Serge Antoine) pensait qu'il était provisoire, que l'on assisterait à des regroupements naturels visant à diminuer le nombre de régions et de départements :
- la région Pays de la Loire a, dès sa création, suscité de vives critiques et fut même qualifiée d'ineptie administrative ubuesque[31]. Le rattachement éventuel de la Loire-Atlantique à la région Bretagne fait l'objet de débats particuliers ;

- de même, la région Poitou-Charentes n'avait pas de véritable métropole ni d'identité historique et se trouvait divisée entre les influences de Bordeaux pour les Charentes (Charente et Charente-Maritime) et de Tours et Nantes pour le Poitou (Vienne et Deux-Sèvres). L'existence d'une presse quotidienne différente dans la Vienne et les Deux-Sèvres (Nouvelle République et le Courrier de l'Ouest) et en Charente et Charente-Maritime (Charente libre et Sud Ouest) fait persister une coupure et traduit une relative « indifférence » pour l'actualité des deux autres départements. Au début des années 1970 et à en croire Claude Belot, les représentants charentais au comité de développement économique de la région ont « penché en faveur » de la région Aquitaine[32]. Dans l'hypothèse d'une Bretagne réunifiée, certains Vendéens souhaitent le retour de la Vendée dans sa région historique : le Poitou[33],[34] ;
- la division de la Normandie historique en deux régions (Haute-Normandie, Basse-Normandie) est également contestée, l'idée d'une fusion des deux entités via un référendum était régulièrement évoquée[35] et elle constituait un thème récurrent lors des élections régionales ;

- la région historique et culturelle de la Gascogne était partagée entre les régions administratives de Midi-Pyrénées et Aquitaine (les Hautes-Pyrénées et le Gers étant gascons) ;
- la région historique du Dauphiné était privée du département des Hautes-Alpes qui dépend de la région Provence-Alpes-Côte d'Azur au lieu de relever de la région Rhône-Alpes (correspondant à une région Dauphiné-Savoie-Lyonnais) ;
- le Territoire de Belfort, depuis la guerre de 1870, n'est plus incorporé à l'Alsace à laquelle il appartient pourtant culturellement, mais à la Franche-Comté ;
- la région Auvergne était plus vaste que l'Auvergne historique. Le département de l'Allier correspond approximativement au Duché de Bourbon qui s'est constitué au XIe siècle et l'est de la Haute-Loire correspond au Velay qui dépendait du Languedoc ;
- la région Limousin englobait l'ancienne Marche (la Creuse et le Nord de la Haute-Vienne).

### Redécoupage des régions de 2016

#### Discours de politique générale du Premier ministre de 2014
Le 8 avril 2014, dans son discours de politique générale, le Premier ministre Manuel Valls annonce, dans le cadre de l'Acte III de la décentralisation, vouloir diviser par deux le nombre de régions avec une entrée en vigueur au 1er janvier 2017. À la suite de ces propositions, plusieurs présidents de conseils régionaux s'expriment pour proposer la fusion de leurs régions respectives :
- le 9 avril, selon la proposition du président du conseil régional auvergnat, l'Auvergne avec les départements voisins limousins (Creuse, Corrèze) et éventuellement d'autres départements d'autres régions (Lozère, Aveyron, Nièvre et Loire) pour faire une région Massif central, notamment pour éviter une fusion avec la région Rhône-Alpes[37] ;
- le 14 avril, la Bourgogne et la Franche-Comté, les présidents de conseils régionaux étant motivés par des compensations financières ou par la peur du démantèlement de leurs régions[38] ;
- le même jour, la Haute-Normandie, la Basse-Normandie et la Picardie sous l'impulsion du président du conseil haut-normand, la peur du démantèlement de la Picardie et le souhait de voir les deux Normandie réunies sont avancés[39] ;
- le 20 mai, les Pays de la Loire et Poitou-Charentes ; Ségolène Royal, ancienne présidente de la région Poitou-Charentes annonce être favorable à cette fusion étudiée par les présidents actuels des deux régions pour éviter le démantèlement de leurs régions respectives[40].

#### Projet de François Hollande et réactions
Le 2 juin 2014, dans le cadre de l'Acte III de la décentralisation, le président François Hollande annonce le passage de 22 à 14 régions métropolitaines.
Alors qu'à l'origine, il était question que certains départements puissent a posteriori changer de région, le Premier ministre Manuel Valls annonce le 3 juin 2014 « qu'il n'y aura pas de droit d'option pour les départements. On ne touche pas aux blocs. Si on commence à bouger les départements, on n'en sort pas ». Il se dit cependant « ouvert à réduire encore le nombre de régions », précisant que cette nouvelle carte des régions n'est pas gravée dans le marbre et qu'« il peut y avoir des évolutions ».

Carte des 14 régions proposées par François Hollande en 2014.

| 15 régions fusionneraient pour n'en former que 7 1. Bourgogne et Franche-Comté 2. Centre, Poitou-Charentes et Limousin 3. Haute-Normandie et Basse-Normandie 4. Lorraine et Alsace 5. Midi-Pyrénées et Languedoc-Roussillon 6. Picardie et Champagne-Ardenne 7. Rhône-Alpes et Auvergne | 7 autres régions resteraient inchangées 1. Aquitaine 2. Bretagne 3. Corse 4. Île-de-France 5. Nord-Pas-de-Calais 6. Pays de la Loire 7. Provence-Alpes-Côte d'Azur |

Les réactions à cette nouvelle carte territoriale ne se font pas attendre, suscitant parfois de violentes critiques de la part des élus et des membres de la société civile. Le maintien de Nantes en dehors de la région Bretagne, est ainsi critiqué par l'ancien premier ministre Jean-Marc Ayrault, favorable à une fusion des régions Pays de la Loire et Bretagne et par le président du groupe écologiste à l'assemblée nationale François de Rugy, qui juge ce redécoupage « absurde » et le voit comme un « cauchemar », estimant que « la Bretagne est la région de France qui a depuis des années une revendication de réunification, de redécoupage […], et bien non, on nous fait une carte où la région Pays-de-la-Loire, qui est complètement artificielle, est maintenue telle quelle ». La création d'une grande région rassemblant Centre-Val de Loire, Poitou-Charentes et Limousin, vaste ensemble comprenant des territoires allant de la grande banlieue parisienne à l'estuaire de la Gironde et des rives de la Loire aux plateaux du Limousin, est dénoncée par de nombreux élus locaux. De même la fusion entre Midi-Pyrénées et Languedoc-Roussillon est diversement appréciée. Pour Martin Malvy, président socialiste du conseil général de Midi-Pyrénées, « ce projet est une chance afin d’être mieux armé pour affronter la concurrence des poids-lourds régionaux de Provence-Alpes-Côte d'Azur et Rhône-Alpes, mais aussi la Catalogne ». Enfin, la création d'une région Picardie-Champagne-Ardenne ne convainc pas non plus de nombreux élus, considérant le peu de synergies entre des territoires aussi différents.

#### Examen du projet de loi au Parlement

Nouvelle carte des 13 régions, adoptée le 17 décembre 2014 en dernière lecture par l'Assemblée nationale.

Examiné en première lecture par le Sénat, le texte y fait l'objet d'un parcours heurté. Rejeté lors de l'examen en commission, il est ensuite retiré de l'ordre du jour au motif que son étude d'impact ne serait pas conforme à l'article 39 de la Constitution, position invalidée par le Conseil constitutionnel. Le Sénat adopte le 4 juillet un nouveau texte du projet de loi vidé de sa substance puisque l'article premier qui définit le nouveau découpage des régions est supprimé.
Le 9 juillet 2014 la Commission des lois de l'Assemblée nationale vote un nouveau texte, rétablissant dans l'article premier une carte de 14 régions. Après débat, l'Assemblée nationale adopte en première lecture le 23 juillet 2014 une nouvelle carte à 13 régions.
Par rapport au projet énoncé par le président, les différences se situent au niveau du Limousin et du Poitou-Charentes qui rejoignent finalement l'Aquitaine, de la Picardie qui fusionne avec le Nord-Pas-de-Calais, tandis que la Champagne-Ardenne rejoint l'Alsace et la Lorraine. Le texte a également amendé le plafond qui visait à limiter à 150 conseillers régionaux siégeant dans les nouveaux conseils régionaux (objectif initial de -15 % de conseillers), ce nombre restera donc identique.
Le 17 décembre 2014, l'Assemblée nationale adopte la nouvelle carte des régions en dernière lecture. Ces nouvelles régions sont entrées en vigueur le 1er janvier 2016.
L'article 2 de la loi prévoit que le nom provisoire de chaque région est constitué de la juxtaposition, dans l'ordre alphabétique, des noms des régions regroupées, à l'exception de la région constituée du regroupement de la Basse-Normandie et de la Haute-Normandie, qui est dénommée Normandie. Ce même article prévoit que le chef-lieu provisoire de chaque région est fixé par décret pris avant le 31 décembre 2015, à l'exception de Strasbourg, désigné comme chef-lieu de la région Alsace-Champagne-Ardenne-Lorraine. Le nom et le chef-lieu définitifs de chaque région seront fixés par décret pris avant le 1er octobre 2016.

#### Choix du nom des nouvelles régions en 2016
À la suite de la fusion des régions au 1er janvier 2016, des noms provisoires ont été attribués aux nouvelles régions, en accolant dans l'ordre alphabétique les noms des anciennes régions, sauf pour le regroupement de la Basse-Normandie et de la Haute-Normandie, qui a été nommé plus simplement Normandie.
Pour la région Aquitaine-Limousin-Poitou-Charentes, le nom Nouvelle-Aquitaine, annoncé le 8 juin 2016, est validé par le Conseil régional lors de sa séance du 27 juin,, et validé par le Conseil d'État le 13 septembre 2016.
La région Bourgogne-Franche-Comté conserve son nom.
Pour la région Auvergne-Rhône-Alpes, le nom ne change pas ; après consultation de la population, il est officialisé le 28 septembre 2016 par un décret paru au Journal officiel.
Pour la région Alsace-Champagne-Ardenne-Lorraine, le nom Grand Est (avec le sous-titre « Alsace-Champagne-Ardenne-Lorraine ») a été choisi et confirmé par le Conseil d'État.
Pour la région Nord-Pas-de-Calais-Picardie, le nom Hauts-de-France (avec le sous-titre provisoire « Nord Pas de Calais-Picardie »), a été choisi, conformément au vote des conseillers régionaux le 14 mars 2016, après consultation des lycéens et apprentis. Ce nouveau nom est confirmé par le Gouvernement et le Conseil d'État,.
Pour la région Languedoc-Roussillon-Midi-Pyrénées, le nom Occitanie (avec le sous-titre « Pyrénées-Méditerranée ») a été choisi le 24 juin 2016 par les conseillers régionaux, et confirmé par le Conseil d'État. Il a été validé par décret le 28 septembre 2016.
Le 1er juillet, toutes les régions ont choisi leur nouveau nom. Les noms devaient devenir officiels par décret du Conseil d'État, avant le 1er octobre 2016 : ces décrets sont publiés le 29 septembre et entrent en application le 30.